# Budynek Wydziału Sztuk Pięknych UMK w Toruniu
Budynek Wydziału Sztuk Pięknych UMK w Toruniu – dawny budynek katolickiego seminarium nauczycielskiego, obecnie siedziba Wydziału Sztuk Pięknych Uniwersytetu Mikołaja Kopernika. Mieści się przy ul. Henryka Sienkiewicza 30/32 na Bydgoskim Przedmieściu w Toruniu.
Podobnie jak gmach ewangelickiego seminarium nauczycielskiego (położony przy placu Stefana Wincentego Frelichowskiego 1) został on ulokowany na obrzeżach miasta. Został on zaprojektowany przez pracownię projektową kierowaną przez Karla Kleefelda. Budowę gmachu rozpoczęto w 1905 roku. W 1909 roku budynek oddano do użytku.
W okresie międzywojennym w budynku znajdowało się Państwowe Seminarium Nauczycielskie Męskie. W 1945 roku gmach zajęły wojska sowieckie, które ulokowały tu szpital. Po grudniu 1945 roku budynek przeszedł na własność Uniwersytetu Mikołaja Kopernika. Obiekt figuruje w gminnej ewidencji zabytków (nr 1083).